# Platypelis barbouri
Platypelis barbouri är en groddjursart som beskrevs av Noble 1940. Platypelis barbouri ingår i släktet Platypelis och familjen Microhylidae. IUCN kategoriserar arten globalt som livskraftig. Inga underarter finns listade i Catalogue of Life.